# 首都医科大学附属北京同仁医院
首都医科大学附属北京同仁医院是北京市的一所三级甲等医院，離崇文門至近。现有员工200多人，科室37个，床位近900个。它的前身是1886年一美国基督教美以美会会士受派遣来华创立的一家眼科诊所，100多年来眼科一直是同仁医院的重点。1999年其“同仁”图徽获注册商标。
医院下设有北京市眼科研究所（世界卫生组织防盲合作中心、博士后流动站）、北京市耳鼻咽喉科研究所（博士后流动站）、北京同仁眼库（国际眼库协会成员）、北京市眼耳鼻咽喉科疾病研究中心和北京市糖尿病防治办公室等机构。眼科中心临床部分为9个专业，在一些眼病、矫正、移植等领域达到国内较先进的水平。

## 院区

### 崇文门院区（西区）
1986年10月16日，同仁医院门诊病房大楼扩建工程奠基，1991年建成，总建筑面积43985平方米，总高65.3米，1993年全面启用。
距该院区最近的地铁出入口为地铁2号线、5号线崇文门站E口。

### 崇文门院区（东区）

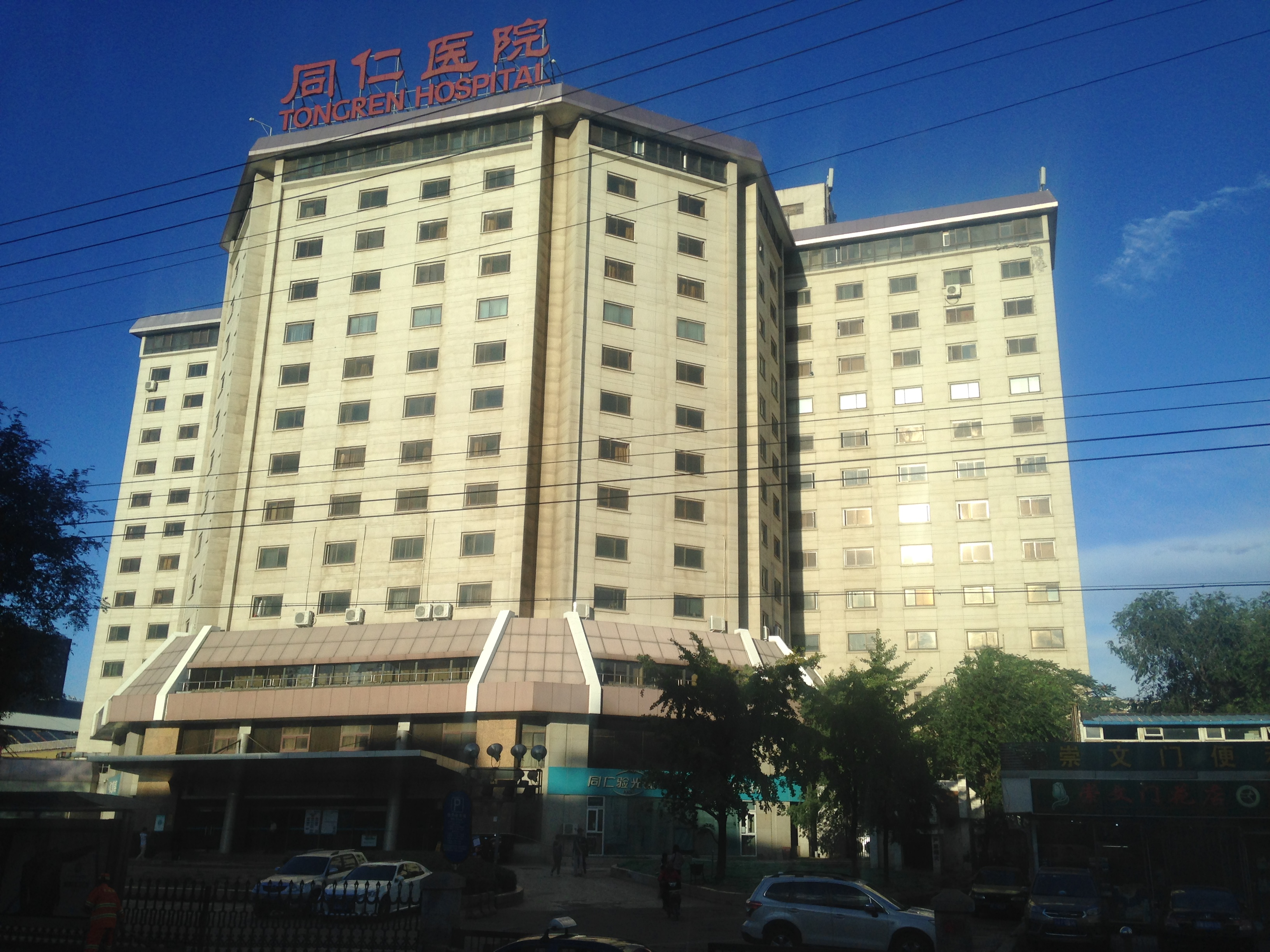
同仁医院东区（2016年8月）

同仁医院东区于2004年2月开诊，所在建筑原为同仁医院东侧的北京亚视金朗大酒店，1991年开业，1996年从北京军区收购该酒店的中国亚洲电视艺术中心总裁靳树增（歌曲《相约1998》作词者）已于2001年因涉嫌金融诈骗被逮捕，这间债务问题严重的酒店于2003年4月被同仁医院以3.36亿元拍得，2003年7月开始改建成同仁医院东区，以解决患者到同仁医院看病难、住院难的问题。2010年东区大楼2楼曾发生火灾。
距该院区最近的地铁出入口为地铁2号线、5号线崇文门站F口。
2025年，该院区建筑被拆除。

### 亦庄院区（南区）

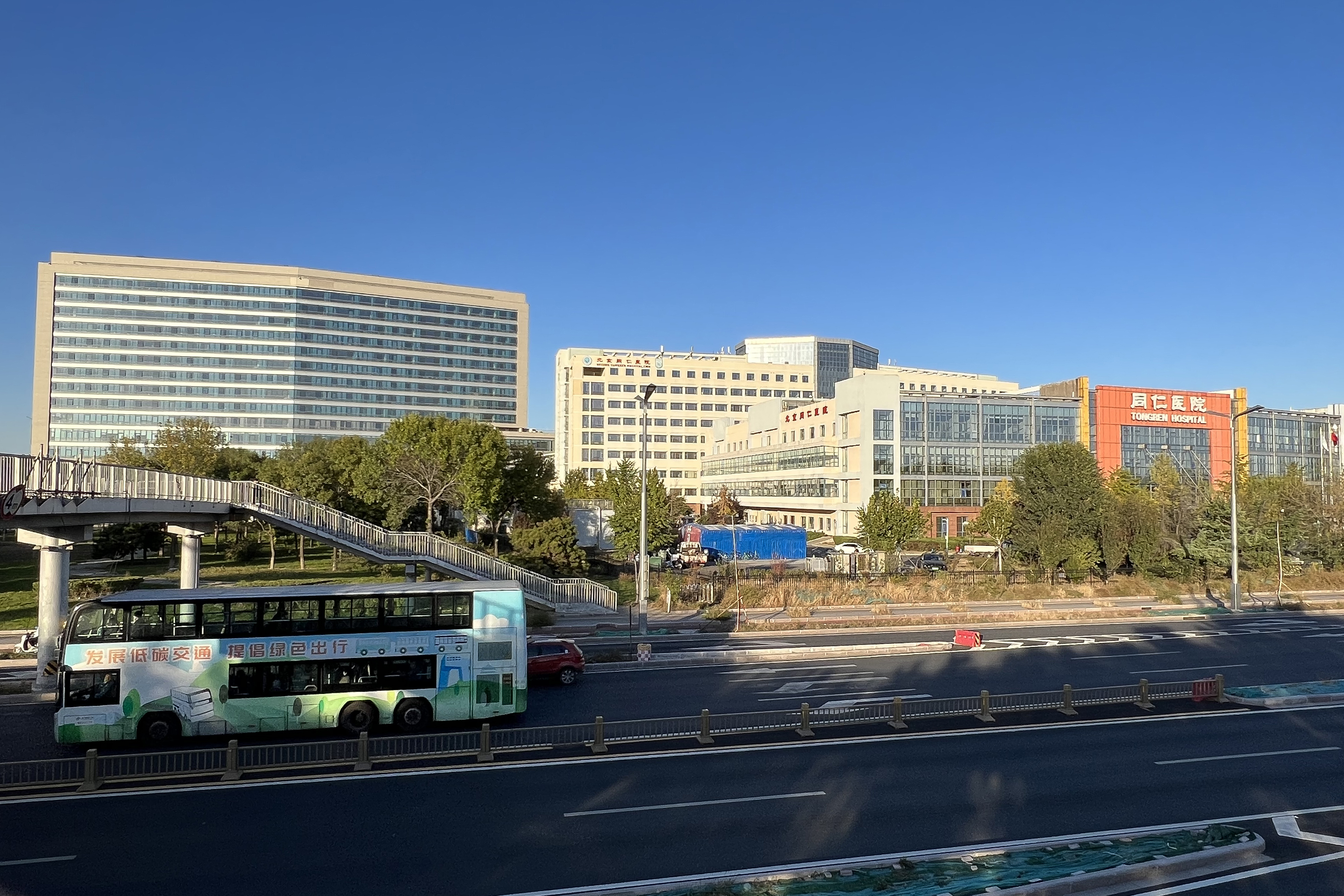
同仁医院亦庄院区

同仁医院亦庄院区于2002年6月18日奠基，2004年5月建成，首都医科大学北京眼科学院和耳鼻咽喉科学院也在亦庄院区挂牌。2020年11月20日，亦庄院区二期项目建成开诊。
搭乘到地铁亦庄线、亦庄T1线荣昌东街站B出口下车，转通31路到同仁医院亦庄分院站下车或者是搭乘到地铁亦庄T1线亦庄同仁站旁。